# Karl Koch
Karl Koch   (Hannover, 22 de juliol de 1965 - Ohof, maig 1989) també conegut pel sobrenom «Hagbard», fou un furoner alemany, considerat per molts com l'inventor dels «cavalls de Troia». Va estar involucrat en un incident d'espionatge durant la Guerra freda.
Koch era addicte a la cocaïna i va desenvolupar una personalitat paranoide, convençut que lluitava contra una organització secreta (els illuminati). Va treballar amb els pirates informàtics coneguts com DOB (Dirk-Otto Brezinski), Pengo (Hans Heinrich Hübner) i Urmel (Markus Hess), i va participar en la venda d'informació piratejada d'ordinadors militars dels Estats Units a la KGB. El llibre de Clifford StollThe Cuckoo's Egg ofereix un relat en primera persona de la caça i la eventual identificació i detenció de Hess el març de 1989. Posteriorment, Pengo i Koch es van presentar i van confessar a les autoritats sota l'amnistia d'espionatge, que els protegia de ser processats.
El seu cos cremat i carbonitzat es va trobar en un bosc. Tot i que la seva mort es va declarar oficialment un suïcidi, La seva mort va alimentar les teories de la conspiració, amb especulacions que van des del suïcidi a causa de lluites psicològiques i l'addicció a les drogues fins a represàlies per part de les agències d'intel·ligència. La seva mort segueix sent controvertida, simbolitzant tant els perills de la pirateria com el pes psicològic del seu estil de vida. La història de Koch va inspirar llibres, pel·lícules i mites perdurables sobre hackers i conspiracions. Sense haver trobat mai cap nota de suïcidi.
L'any 1998 es va estrenar una pel·lícula alemanya sobre la seva vida, titulada 23. Tot i que la pel·lícula va ser aclamada per la crítica, ha estat durament criticada com a explotadora per part de testimonis de la vida real. Una correcció de la pel·lícula és la documentació escrita pels seus amics.